# 海棠街道 (津南区)
海棠街道，是中华人民共和国天津市津南区下辖的一个乡镇级行政单位。
2021年4月8日，《天津市人民政府关于同意津南区设立海棠街道的批复》（津政函〔2021〕30号）同意设立海棠街道。海棠街道办事处为津南区人民政府派出机关，驻地设置在津南区同砚路50号。

## 行政区划
海棠街道下辖以下地区：
知香园社区、景新花园社区、文德花园社区、品尚花园社区、滨香园社区、文澜花园社区、南开大学社区、天南小镇社区、天津大学社区、天津中德应用技术大学社区、天津电子信息职业技术学院社区、天津轻工职业技术学院社区、天津现代职业技术学院社区、天津市仪表无线电工业学校社区、天津海运职业学院社区、天津机电工艺学院社区、天津机电职业技术学院社区、天津商务职业学院社区和天津职业大学社区。

## 职能
2021年7月1日，《天津海河教育园区管理规定》生效，津南区人民政府对天津海河教育园区实行统一管理，海棠街道办事处履行天津海河教育园区内的公共服务、治安等管理职能，天津海河教育园区管理委员会负责海河教育园区内思想政治、职业教育改革、产教融合、科技研发转化等职能。